# IGZO
IGZO（이그조) 또는 Indium Gallium Zinc Oxide는 인듐・갈륨・아연・산소로 구성된 어모퍼스 반도체를 뜻한다. 다른 말로는 이것을 이용한 액정 디스플레이를 뜻한다.

## 개발
1995년에 일본 도쿄 공업 대학의 호소노 히데오(細野秀雄)가 설계 방식을 주장했던 [투명 어모퍼스 산화물 반도체]의 하나로、일본의 과학기술 진흥기구(JST - Japan Science and Technology Agency)의 창조 과학기술 추진사업(ERATO - Exploratory Research for Advanced Technology)과 전략적 창조연구 추진사업 발전연구(ERATO-SORST)의 일환으로 호소노가 리더를 맡은 연구 그룹에 의해 2004년에 개발되었다。

## 명칭
명칭은 재료로 사용된 물질들의 앞글자를 따서 이름지었다. 인듐(Indium), 갈륨(Gallium), 아연(Zinc), 산소(Oxide)의 앞글자를 따서 IGZO가 되었다. 기존의 TFT 액정에 사용된 아몰포스(Amorphous) 실리콘보다 고해상도로 만드는 것이 가능하게 되었다.。

## 특허
IGZO의 특허권은 JST가 보유하고 있으며, 2011년에는 한국의 삼성 전자에, 2012년에는 샤프에 라이센스를 제공했다. 또한, 샤프는 같은 해 상표권을 취득했다.

## 특징
이전까지의 액정은, 사진을 표시할 때에도 정기적인 리프레쉬가 필요했으며 그로인해 여분의 전력이 소비되었다.
이것과 달리 IGZO는 전기의 누전이 적기에 리프레쉬 횟수가 이전에 비해 줄어들게 된다.
마찬가지로 사진 등의 정지화면을 표시할 때의 전력 소비를 줄일 수 있으며, 지금까지의 액정방식보다 소비전력을 큰폭으로 절감시킬 수 있다.
또한, IGZO의 전자 이동 빈도는 어모퍼스 실리콘의 전자 이동 빈도의 20~50배에 이르기 때문에 TFT회로를 소형화하는 것이 가능하다.
때문에 IGZO를 사용한다면 보다 높은 개구화율과 고정밀화하는 것이 가능해진다.
최초로 샤프의 스마트폰인 AQUOS PHONE ZETA(SH-02E)과 타블렛인 AQUOS PAD (SHT21)에 탑재되었으며, 이후로도 샤프만이 아니라 ASUS, 후지쯔, 소니 등의 다른 회사에도 제공될 예정이다.

## 탑재 제품 종류
샤프 AQUOS PHONE, AQUOS PAD시리즈